# Pamel

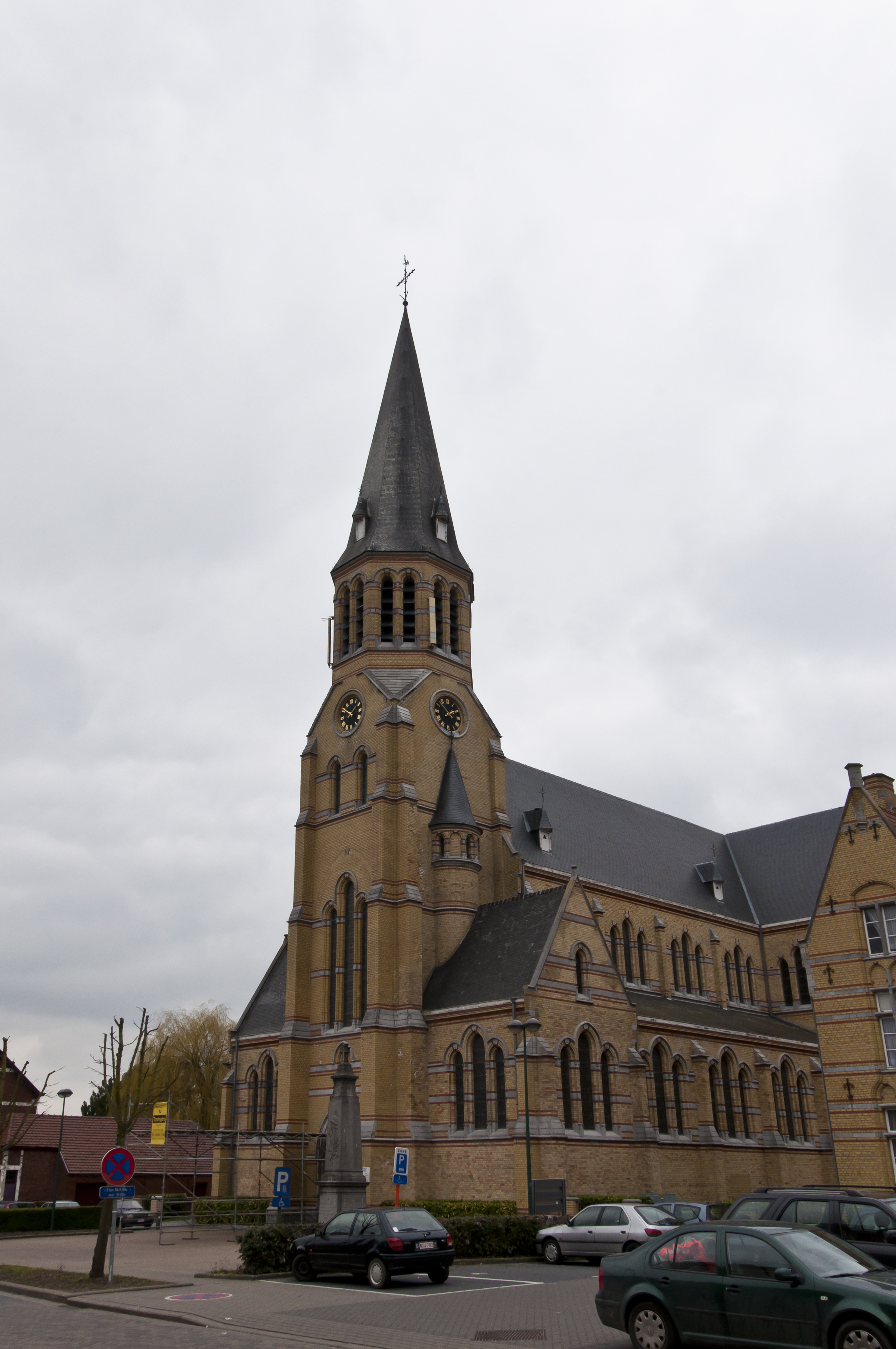
De Sint-Gaugericuskerk

Pamel is een dorp in het Pajottenland van de Belgische provincie Vlaams-Brabant en een deelgemeente van de fusiegemeente Roosdaal. Pamel ligt aan de Brabantse oever van de Dender. In het dorpscentrum van Pamel bevindt zich ook het administratief centrum van de fusiegemeente. Pamel was een zelfstandige gemeente tot aan de gemeentelijke herindeling van 1965.

## Geschiedenis
Onder het ancien régime behoorde Pamel net als Strijtem en Onze-Lieve-Vrouw-Lombeek tot het kwartier van Brussel in het hertogdom Brabant, en meer in het bijzonder tot de meierij van Gaasbeek. Na de Franse invasie werd Pamel als gemeente bij het kanton Sint-Martens-Lennik van het Dijledepartement ingedeeld.

### Verschuiving van het centrum
Het centrum van Pamel situeerde zich tot en met de 20e eeuw aan de rechteroever van de Dender. Echter, door enkele verbouwingen stortte de kerktoren neer in 1879 en beschadigde hierbij grote delen van de kerk. Op 3 april 1893 werd de bouw van de nieuwe kerk beslist ter hoogte van het huidige centrum. Ook het gemeentehuis, de gemeentelijke jongensschool en enkele huizen waren hier reeds eerder gebouwd. De verschuiving van het dorpscentrum richting huidig centrum kan dus in belangrijke mate toegewezen worden aan de herlocatie van het kerkgebouw.

### Gehuchten
Een belangrijk gehucht van Pamel vormt Ledeberg, een getuigeheuvel die ook al in de prehistorie bewoond geweest moet zijn. Een ander gehucht is Poelk, gelegen langs de Ninoofsesteenweg N8. Hier was vroeger een gemeenteschool. In Poelk staat de bekende grot, gebouwd op het einde van de 19e eeuw. Elk jaar wordt hier nog een processie gehouden.

## Geografie

### Hydrografie
Het landschap van Pamel wordt gevormd door de Denderoever aan de Kaai en de Ledeberg.

## Bezienswaardigheden
In Pamel zijn verscheidene erfgoedsites te vinden.
- De Villa Puttenberg[2]
- De Villa Den Uil[3]
- De Sint-Gaugericuskerk[4]
- Enkele bunkers van de voormalige KW-stelling
- Mariagrot van Poelk met twee opgaande beuken[5]

## Natuur en landschap
Pamel ligt aan de noordgrens van het Pajottenland op een hoogte van 9-48 meter. De Dender loopt ten westen van Pamel met in het noorden het natuurgebied Pamelse Meersen. In het zuiden vindt men het Berchembos. Verder is er het natuurgebied Walputbeek-Dendermeersen ten zuidwesten van Pamel.

## Demografische ontwikkeling
- Bronnen:NIS, Opm:1831 tot en met 1970=volkstellingen; 1976 = inwoneraantal op 31 december

## Cultuur

### Toneel
Het toneelstuk Het gezin Van Paemel is een van de bekendste werken van Cyriel Buysse. Het wordt nog geregeld opgevoerd en in 1978 werd het verfilmd als televisiefeuilleton en uitgezonden op de toenmalige BRT. In 1986 werd er eveneens een speelfilm van gemaakt. Naast de gedeelde naam heeft dit toneelstuk echter niets te maken met het dorp. Het berust dus eerder op een toevalligheid maar speelt wel mee in de herkenbaarheid van de dorpsnaam doorheen Vlaanderen.

### Streekproducten
- Een bekend product is het bronwater van het merk Ledeberg.
- Bekende Pamelse dranken: Dikke van Pamel (genoemd naar Viktor De Klerck), Arjaun, Pamels Datje; een jenever gemaakt van tatjes (zeer kleine blauwe pruimen)
- Pamelse aardbeien en frambozen

## Politiek
Al sinds 1675 is in Pamel een soort burgemeester aanwezig. In het begin werd deze taak uitgeoefend door de baljuw van Pamel, nl. Balthasar de Regnaucourt. Later werd het ambt vervangen door de eerste schepen. En nog een tijd later, pas in 1754 valt voor de eerste maal het woord burgemeester. De laatste burgemeester van Pamel was Karel Van Cauwelaert de Wyels, hij bleef na de fusie van Pamel bij de gemeente Roosdaal nog enige tijd burgervader.

### Voormalige burgemeesters
| Periode   | Naam                           | Partij    |
| --------- | ------------------------------ | --------- |
| 1675-1682 | Balthasar de Regnaucourt       |           |
| 1682-1700 | Peeter Appelmans               |           |
| 1700-1705 | Jan Geeroms                    |           |
| 1720-1741 | Joos Van Tricht                |           |
| 1741-1746 | Jan De Coene                   |           |
| 1746-1750 | Peeter Van Huylenbroeck        |           |
| 1750-1757 | Jan-Baptist Van Der Stappen    |           |
| 1758-1779 | Jan Straetmans                 |           |
| 1779-1787 | Arnold-Petrus Van den Heuvel   |           |
| 1789-1796 | Jan-Baptist de Vidts           |           |
| 1796-1800 | Jan-Baptist Walckiers          |           |
| 1800-1803 | Arnold Petrus Geeroms          |           |
| 1803-1806 | Jan-Baptist Walckiers          |           |
| 1806-1808 | Jan-Baptist Kestens            |           |
| 1808-1813 | Jan Van Overstraeten           |           |
| 1813-1821 | Henri Claus                    |           |
| 1821-1827 | Judocus Joannes Van Bellinghen |           |
| 1827-1857 | Elias de Vidts                 | Katholiek |
| 1857-1877 | Petrus-Joannes Baveghem        | Katholiek |
| 1877-1907 | Frans Tondeurs                 | Katholiek |
| 1907-1921 | Cornelius-Frans van Mieghem    | Katholiek |
| 1921-1958 | Joseph De Schepper             | CVP       |
| 1958-1964 | Dokter Albert Roosens          | CVP       |
| 1964-1965 | Karel Van Cauwelaert de Wyels  | CVP       |

## Sport
Voetbalclub Denderzonen Pamel is aangesloten bij de KBVB en actief in de provinciale reeksen. De club speelde in haar geschiedenis 11 jaar in de nationale reeksen.

## Bekende Pamelaars
- Hendrik Borginon (1890-1985), advocaat en politicus
- Victor De Klerck (1848-1885), alias den Dikke van Pamel
- Joseph De Schepper (1881-1967), burgemeester, stichter van "de Lébergbronnen"
- Josephus Désiderius Cautaerts (1888-1962), laatste kerkbaljuw "suiss" te Pamel
- Albert Roosens (1916-1983), burgemeester
- Fons Straetmans (1939-2023), wielrenner, kapper en komiek
- Karel Van Cauwelaert de Wyels (1905-1987), burgemeester, senator, hoofdredacteur dagblad Het Volk
- Hubert van Herreweghen (1920-2016), auteur, dichter

## Nabijgelegen kernen
Ledeberg, Okegem, Onze-Lieve-Vrouw-Lombeek